# Микродермал
Микродермал — украшение для внутрикожной микроимплантации, пирсинг, в результате которого на поверхности кожи видны сверкающие стразы или драгоценные камни или их имитации, возможно создание узоров на коже из сверкающих страз. При этом создаётся маленький прокол, через него в ростковый слой кожи вводится «якорь» со стержнем. На стержень накручиваются украшения различных форм (диски, шарики и т. д.).
Наиболее распространена установка микродермалов на лицо, грудь, живот, запястья, но технология установки микродермалов позволяет поставить украшение практически на любую часть тела. Также можно установить композиции из нескольких микродермалов.

## Украшения
Существует несколько форм микродермалов, но все они устроены по одному базовому принципу. Вводимое в кожу основание выполнено в форме маленькой (4х0.3 мм) пластины с одним или несколькими отверстиями, которые позволяют тканям прорастать через пластину. Таким образом, микродермал фиксируется в коже естественным образом.
Наиболее подходящим материалом для создания микродермальных украшений является титан. Этот металл имеет устойчивую формулу и, в отличие от сплавов, не вступает в реакцию с жидкостями тела и не вызывает аллергических реакций. Титан имеет высокую совместимость с тканями тела, что сводит риск отторжения микродермала к минимуму.

## Установка микродермала
Процесс установки микродермала прост: в коже круглым скальпелем делается небольшой надрез. Специальной лопаткой кожа отслаивается в том месте, куда будут ставить якорь. Дальше якорь устанавливается внутрь, сверху закрепляется накрутка. Сама процедура занимает пару минут, но специфика микродермалов заключается в том, что они требуют особой внимательности и тщательности при заживлении и дальнейшем ношении украшения. В силу индивидуальных особенностей организма и человеческого фактора при ношении микродермалы приживаются не всегда. Так же учитывайте тип металла при ношении украшения

## Возможные проблемы

### Травмы микродермалов
Первичный рост тканей в среднем происходит около полутора недель. Через эти полторы недели исчезают болевые ощущения, покраснение и дискомфорт. Несмотря на то, что спустя это время микродермалы могут уже не беспокоить своего владельца, новая кожа будет нарастать внутри и менять свою структуру в течение четырёх-шести месяцев. Лишнее травмирование микродермала может привести к тому, что вокруг якоря будет образовываться лишняя рубцовая ткань, способная вытолкнуть якорь наружу даже спустя годы после установки.

### Некачественные осьминоги
Для микродермов подходят только якоря из имплантационного титана с маркировкой ASTM F-136 или F-1295, имеющего все необходимые сертификаты качества и соответствия стандартам. Такой титан инертен и не содержит в своём сплаве никель, который часто вызывает аллергию у чувствительных к нему людей. Никакие другие металлы (в особенности — «лечебная» медицинская/хирургическая сталь) не подходят для якоря микродермала.

### Попадание косметики в прокол
Микродермалы не терпят попадания в них инородных субстанций, будь то тональный крем, пудра, мазь и так далее. Поэтому стоит избегать их попадания даже в заживший прокол: кожные выделения не дренируются из места прокола, что может приводить к покраснениям и другим осложнениям.

### Неправильное расположение микродермала
Следует особенно тщательно выбирать места для установки микродермалов. Их не стоит устанавливать там, где они будут постоянно травмироваться — например, на плечах, если вы постоянно носите рюкзак.

### Неправильная высота стержня якоря
Микродермал должен быть установлен под кожей, а не между её слоями. Поэтому существует различная высота стержней — от 1,5 мм до 4 мм, ведь кожа на лбу и, например, на внешней стороне кисти имеет разную толщину. Мастер должен подбирать высоту стержня под каждый конкретный случай.

### Неправильная форма якоря и/или накрутки
Форма якорей для микродермалов постоянно совершенствуется: современные микродермалы имеют достаточно большие отверстия и минимум металла по краям. Это делается для того, чтобы новая ткань могла спокойно нарастать в процессе заживления.
Самая оптимальная форма накрутки для микродермала — это плоский диск, кабошон или круглый обтекаемый камушек размером от 3 мм до 6 мм. Главное, чтобы накрутка была максимально плоской: микродермал не должен цепляться за волосы или одежду, чтобы не травмировать лишний раз рубцовую ткань вокруг якоря.

## Трансдермал
Крупный микродермал с широкой зоной вживления (обычно диск с отверстиями), позволяющий устанавливать на тело съемные «рожки», «шипы», «эмблемы» и т. д. Способен выдерживать большие нагрузки.

## Скиндайвер
Микродермал с конической установочной частью, крепящийся по принципу гарпуна (заклинивание за счёт треугольной формы при введении с усилием в круглую ранку).